# Леван Метревелі
Леван Метревелі Вартанов (ісп. Levan Metreveli Vartanov; нар. 5 грудня 1984, Тбілісі, Грузія) — іспанський борець вільного стилю, чемпіон Середземноморського чемпіонату, срібний призер Середземноморських ігор.

## Життєпис
Виступає за борцівський клуб «Будокан» Пальма. Тренери — Еусебіо Капель Ротжер (з 2009), Вісенте Лілло (з 2009), Франсіско Санчес Парра (з 2013).

## Спортивні результати на міжнародних змаганнях

### Виступи на Чемпіонатах світу
| Змагання                        | Збірна  | Вагова категорія          | Місце |
| ------------------------------- | ------- | ------------------------- | ----- |
| Чемпіонат світу з боротьби 2013 | Іспанія | вільна боротьба, до 55 кг | 13    |
| Чемпіонат світу з боротьби 2014 | Іспанія | вільна боротьба, до 57 кг | 28    |
| Чемпіонат світу з боротьби 2017 | Іспанія | вільна боротьба, до 57 кг | 27    |
| Чемпіонат світу з боротьби 2018 | Іспанія | вільна боротьба, до 57 кг | 24    |
| Чемпіонат світу з боротьби 2019 | Іспанія | вільна боротьба, до 57 кг | 28    |
| Чемпіонат світу з боротьби 2021 | Іспанія | вільна боротьба, до 57 кг | 16    |
| Чемпіонат світу з боротьби 2022 | Іспанія | вільна боротьба, до 57 кг | 28    |

### Виступи на Чемпіонатах Європи
| Змагання                         | Збірна  | Вагова категорія          | Місце |
| -------------------------------- | ------- | ------------------------- | ----- |
| Чемпіонат Європи з боротьби 2014 | Іспанія | вільна боротьба, до 57 кг | 13    |
| Чемпіонат Європи з боротьби 2016 | Іспанія | вільна боротьба, до 57 кг | 9     |
| Чемпіонат Європи з боротьби 2017 | Іспанія | вільна боротьба, до 57 кг | 5     |
| Чемпіонат Європи з боротьби 2018 | Іспанія | вільна боротьба, до 57 кг | 5     |
| Чемпіонат Європи з боротьби 2019 | Іспанія | вільна боротьба, до 57 кг | 8     |
| Чемпіонат Європи з боротьби 2020 | Іспанія | вільна боротьба, до 57 кг | 16    |
| Чемпіонат Європи з боротьби 2022 | Іспанія | вільна боротьба, до 57 кг | 12    |
| Чемпіонат Європи з боротьби 2023 | Іспанія | вільна боротьба, до 57 кг | 10    |

### Виступи на Європейських іграх
| Змагання              | Збірна  | Вагова категорія          | Місце |
| --------------------- | ------- | ------------------------- | ----- |
| Європейські ігри 2015 | Іспанія | вільна боротьба, до 57 кг | 12    |
| Європейські ігри 2019 | Іспанія | вільна боротьба, до 57 кг | 13    |

### Виступи на Кубках світу
| Змагання                    | Збірна  | Вагова категорія          | Місце |
| --------------------------- | ------- | ------------------------- | ----- |
| Кубок світу з боротьби 2020 | Іспанія | вільна боротьба, до 57 кг | 15    |

### Виступи на Середземноморських чемпіонатах
| Змагання                                     | Збірна  | Вагова категорія          | Місце  |
| -------------------------------------------- | ------- | ------------------------- | ------ |
| Середземноморський чемпіонат з боротьби 2015 | Іспанія | вільна боротьба, до 61 кг | Золото |

### Виступи на Середземноморських іграх
| Змагання                    | Збірна  | Вагова категорія          | Місце  |
| --------------------------- | ------- | ------------------------- | ------ |
| Середземноморські ігри 2022 | Іспанія | вільна боротьба, до 57 кг | Срібло |

### Виступи на інших змаганнях
| Змагання                                                         | Збірна  | Вагова категорія          | Місце  |
| ---------------------------------------------------------------- | ------- | ------------------------- | ------ |
| Гран-прі Іспанії з боротьби 2011                                 | Іспанія | вільна боротьба, до 55 кг | 11     |
| Гран-прі Іспанії з боротьби 2013                                 | Іспанія | вільна боротьба, до 55 кг | Срібло |
| Меморіал Вацлава Циолковського 2013                              | Іспанія | вільна боротьба, до 55 кг | 9      |
| Золотий Гран-прі з боротьби 2014 (Париж)                         | Іспанія | вільна боротьба, до 57 кг | 9      |
| Гран-прі Іспанії з боротьби 2014                                 | Іспанія | вільна боротьба, до 57 кг | Золото |
| Меморіал Вацлава Циолковського 2014                              | Іспанія | вільна боротьба, до 57 кг | 7      |
| Henri Deglane Challenge 2014                                     | Іспанія | вільна боротьба, до 57 кг | Бронза |
| Кубок Гранми з боротьби 2015                                     | Іспанія | вільна боротьба, до 57 кг | Срібло |
| Гран-прі Іспанії з боротьби 2015                                 | Іспанія | вільна боротьба, до 57 кг | 14     |
| Меморіал Вацлава Циолковського 2015                              | Іспанія | вільна боротьба, до 57 кг | 8      |
| Henri Deglane Challenge 2015                                     | Іспанія | вільна боротьба, до 57 кг | Золото |
| Гран-прі Парижа з боротьби 2016                                  | Іспанія | вільна боротьба, до 57 кг | Срібло |
| Олімпійський кваліфікаційний турнір з боротьби 2016 (Зренянин)   | Іспанія | вільна боротьба, до 57 кг | Бронза |
| Олімпійський кваліфікаційний турнір з боротьби 2016 (Улан-Батор) | Іспанія | вільна боротьба, до 57 кг | 8      |
| Олімпійський кваліфікаційний турнір з боротьби 2016 (Стамбул)    | Іспанія | вільна боротьба, до 57 кг | 11     |
| Гран-прі Іспанії з боротьби 2016                                 | Іспанія | вільна боротьба, до 57 кг | Бронза |
| Турнір Дана Колова — Николи Петрова 2017                         | Іспанія | вільна боротьба, до 57 кг | 5      |
| Гран-прі Іспанії з боротьби 2017                                 | Іспанія | вільна боротьба, до 57 кг | Бронза |
| Турнір Дана Колова — Николи Петрова 2018                         | Іспанія | вільна боротьба, до 57 кг | 12     |
| Турнір Г. Картозія і В. Балавадзе 2018                           | Іспанія | вільна боротьба, до 57 кг | 11     |
| Гран-прі Іспанії з боротьби 2018                                 | Іспанія | вільна боротьба, до 57 кг | Золото |
| Турнір Дмитра Коркіна 2018                                       | Іспанія | вільна боротьба, до 57 кг | 19     |
| Henri Deglane Challenge 2019                                     | Іспанія | вільна боротьба, до 61 кг | 9      |
| Гран-прі Іспанії з боротьби 2019                                 | Іспанія | вільна боротьба, до 61 кг | Золото |
| Меморіал Вацлава Циолковського 2019                              | Іспанія | вільна боротьба, до 61 кг | 6      |
| Гран-прі Франції Анрі Деглана 2020                               | Іспанія | вільна боротьба, до 61 кг | 5      |
| Меморіал Вацлава Циолковського 2020                              | Іспанія | вільна боротьба, до 61 кг | 5      |
| Гран-прі Франції Анрі Деглана 2021                               | Іспанія | вільна боротьба, до 61 кг | 10     |
| Олімпійський кваліфікаційний турнір з боротьби 2020 (Будапешт)   | Іспанія | вільна боротьба, до 57 кг | 8      |
| Олімпійський кваліфікаційний турнір з боротьби 2020 (Софія)      | Іспанія | вільна боротьба, до 57 кг | 16     |
| Турнір Дана Колова — Николи Петрова 2022                         | Іспанія | вільна боротьба, до 57 кг | 11     |
| Гран-прі Іспанії з боротьби 2022                                 | Іспанія | вільна боротьба, до 57 кг | Золото |
| Гран-прі Франції Анрі Деглана 2023                               | Іспанія | вільна боротьба, до 61 кг | 7      |

### Виступи на змаганнях молодших вікових груп
| Змагання                                       | Збірна | Вагова категорія          | Місце |
| ---------------------------------------------- | ------ | ------------------------- | ----- |
| Чемпіонат Європи з боротьби серед юніорів 2007 | Грузія | вільна боротьба, до 50 кг | 9     |